# Террі Джекс
Террі Джекс (англ. Terry Jacks, повне ім'я — Терранс Росс Джекс, англ. Terrance Ross Jacks, нар. 29 березня 1944, Вінніпег, Манітоба) — канадський поп-музикант; автор-виконавець і продюсер. 

## Біографія
Перший успіх Джексу приніс хіт «Which Way You Goin' Billy?», записаний ним з групою The Poppy Family (куди входила і його дружина Сюзан Песклевіц): сингл очолив канадські чарти, піднявся до #2 в США і розійшовся двохмільйонним тиражем, зібравши 4 «Juno Awards». Ще більшу популярність приніс йому сольний хіт «Seasons in the Sun»: загальний тираж синглу, в 1974 році очолив канадські і американські чарти, перевищив 11 мільйонів.

## Дискографія

### Сингли
| Рік  | Заголовок                                             | CAN | CAN A/C | U. S. | UK |
| ---- | ----------------------------------------------------- | --- | ------- | ----- | -- |
| 1970 | «I'm Gonna Capture You»                               | 16  | -       | -     | -  |
| 1972 | «Concrete Sea»                                        | 16  | 16      | -     | -  |
| 1973 | «I'm Gonna Love You Too»                              | 7   | -       | 116   | -  |
| 1974 | «Seasons in the Sun»                                  | 1   | 1       | 1     | 1  |
| 1974 | «If You Go Away»                                      | 45  | 10      | 68    | 8  |
| 1975 | Rock and Roll (I Gave You the Best Years of My Life)" | 22  | 5       | 97    | -  |
| 1975 | «Christina»                                           | 9   | -       | 106   | -  |
| 1975 | «Holly»                                               | 64  | -       | -     | -  |
| 1976 | «Y' don't Fight the Sea»                              | 31  | -       | -     | -  |
| 1976 | «In My father's Footsteps»                            | 59  | -       | -     | -  |
| 1977 | «Hey Country Girl»                                    | 73  | 28      | -     | -  |
| 1981 | «Greenback Dollar»                                    | -   | 9       | -     | -  |
| 1983 | «You Fool Me»                                         | -   | 26      | -     | -  |
| 1987 | «Just Like That»                                      | -   | 17      | -     | -  |